# Ladislaus Laszlo Marton
Ladislaus Laszlo Marton (Budapeste, 15 de agosto de1901 — 1979) foi um físico húngaro.
Imigrou para os Estados Unidos em 1938.
Participou da 8ª Conferência de Solvay, em 1948.